# Alarmontvanger

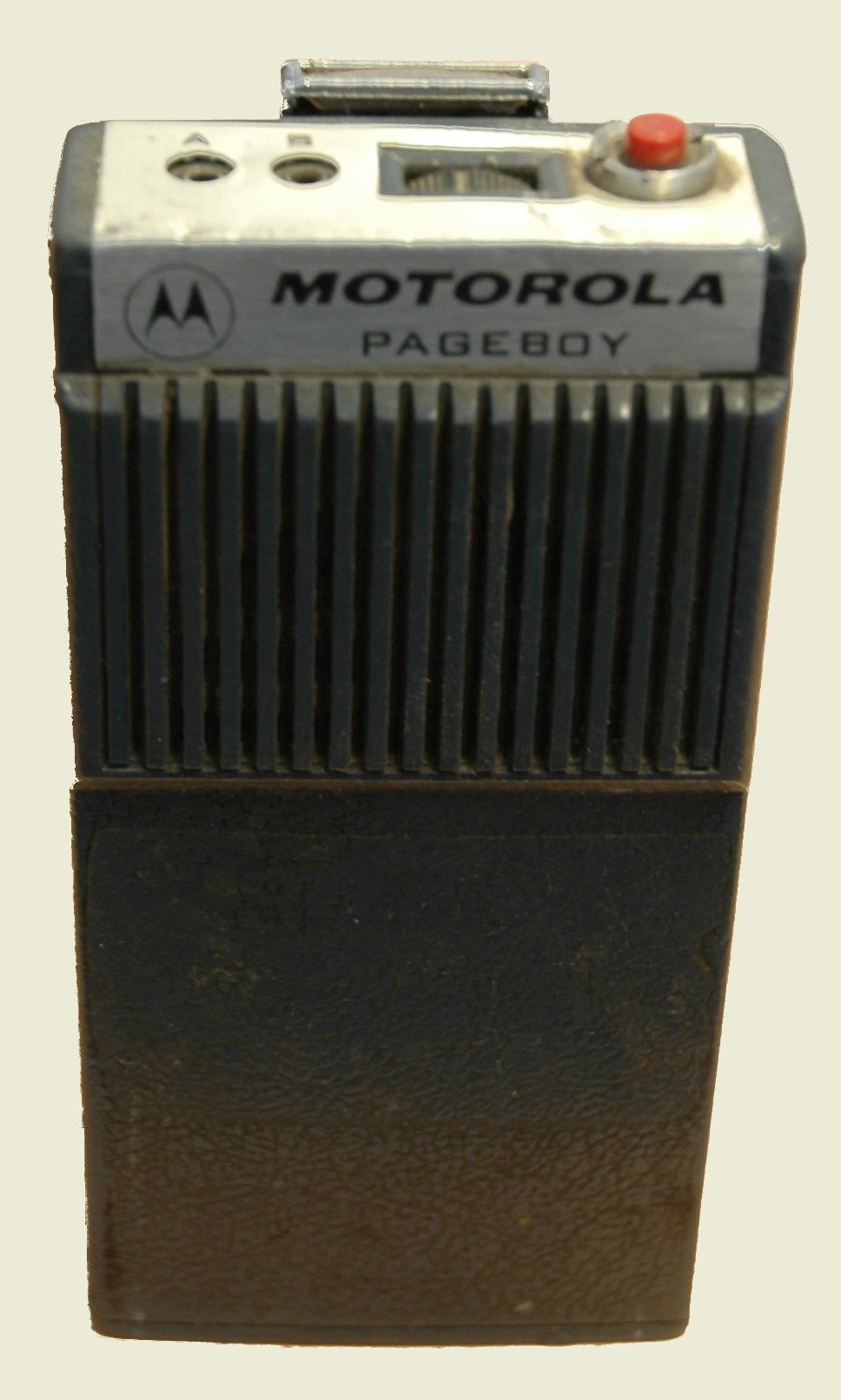
Motorola Pageboy, H03BNC1102D0. Deze alarmontvanger is eind jaren zestig en begin jaren zeventig gebruikt.

Een alarmontvanger is een draagbare radio-ontvanger om personen met een attentietoon en/of een spraakbericht op te roepen. De functie van een alarmontvanger is identiek aan die van een semafoon, echter een alarmontvanger maakt gebruik van een iets andere technologie voor de aansturing van de ontvangers. Daarnaast worden bij een alarmontvanger de berichten over het algemeen via spraak doorgegeven, terwijl bij semafonie de berichten via cijfers en/of tekst worden doorgegeven.

## Werking
Een alarmontvanger wordt geactiveerd door het achtereenvolgens uitzenden van een aantal tonen. Bij de eerste alarmontvangers gebeurde dit over het algemeen door het achtereenvolgens uitzenden van twee tonen. Later werd een systeem waarbij vijf tonen achter elkaar worden uitgezonden meer gebruikelijk. Nadat de alarmontvanger via de uitgezonden tooncombinatie is geactiveerd, geeft de alarmontvanger een hoorbare attentietoon om de gebruiker te attenderen op een oproep en gaat vervolgens over op uitluisteren van het radiokanaal. Dit maakt het mogelijk om na de alarmering een bericht door te geven aan de opgeroepen gebruiker(s). Het doorgeven van een bericht wordt gerealiseerd door het uitzenden van spraak op het radiokanaal van de alarmontvanger.

## Historie
De eerste alarmontvangers werden in 1921 bij het Amerikaanse Detroit Police Department in gebruik genomen. Deze eerste alarmontvangers waren allerminst draagbaar en voertuiggebonden. Hoewel men in Nederland een onderscheid maakt tussen de termen alarmontvanger en een semafoon, gebruikt men in Amerika voor beide systemen de term pager. De term pager is in 1959 ontstaan. De term verwijst naar de in 1956 door de Amerikaanse fabrikant Motorola geïntroduceerde "Handie-Talkie radio pocket pager". Met deze eerste alarmontvanger kon men alleen alle alarmontvangers gelijktijdig oproepen en geen individuele alarmontvangers.
De opvolger van deze eerste draagbare pager, de Motorola Pageboy, is in 1964 geïntroduceerd. De eerste uitvoering van de Pageboy alarmontvanger kon alleen een attentietoon weergeven. Later bracht Motorola varianten van de pageboy op de markt die zowel een attentietoon als spraakberichten konden weergeven.
Alarmontvangers zijn vanaf de jaren zestig volop bij brandweer toegepast voor alarmeringsdoeleinden. Het gebruik van alarmontvangers had in die tijd een aantal sterke punten voor de brandweer. Zo is het met de techniek rond alarmontvangers mogelijk om zonder vertraging grote groepen medewerkers te alarmeren. Via een spraakbericht gaf de meldkamer de melding door aan de gealarmeerde personen. Een ander voordeel van alarmontvangers voor de brandweer was het feit dat deze alarmontvangers gebruikmaken van dezelfde radiozenders als die de brandweer voor haar mobilofoons gebruikt. 
Met de komst van C2000/P2000 zijn alarmontvangers binnen de openbare brandweer uitgefaseerd. Tegenwoordig worden alarmontvangers nog toegepast in de industrie, voor bedrijfsbrandweer en bij BHV organisaties.